# Фабіола де Мора і Арагон
Королева Фабіола, до шлюбу Фабіола де Мора і Арагон (ісп. Fabiola Fernanda Maria de las Victorias Antonia Adelaide de Mora y Aragón; 11 червня 1928, Мадрид, Іспанія — 5 грудня 2014) — королева-консорт Бельгії (у шлюбі з Бодуеном I), дитяча письменниця та медична сестра.